# Naxioides hirtus
Naxioides hirtus, còn gọi là cua nhện, là một loài cua trong họ Epialtidae.